# Крайовская группа
Крайовская группа, Крайовская четвёрка, или C4 — проект сотрудничества четырёх европейских государств — Румынии, Болгарии, Греции и Сербии, направленный на углубление их европейской интеграции, а также экономического, транспортного и энергетического сотрудничества друг с другом. Группа была образованна на саммите глав правительств Болгарии, Румынии и Сербии, проходившего 24 апреля 2015 года в румынском городе Крайова. На инаугурационной встрече группы тогдашний премьер-министр Румынии Виктор Понта указал, что его вдохновила Вишеградская группа. Румыния и Болгария присоединились к Евросоюзу 1 января 2007 года, а Сербия ведет переговоры о вступлении с января 2014 года. С октября 2017 года на встрече в Варне, Болгария, с включением Греции, встречи проходят в четырёхстороннем формате.
Одной из первых инициатив, после встречи в Видине, Болгария, было укрепление телекоммуникационных сетей в приграничных районах стран. Другие цели включают в себя помощь Сербии в вступлении в Европейский Союз и строительство автомагистрали, соединяющей Бухарест, Софию и Белград.
2 ноября 2018 года премьер-министр Болгарии Бойко Борисов заявил, что премьер-министр Греции Алексис Ципрас во время встречи в Салониках предложил совместную заявку Болгарии, Румынии, Сербии и Греции на проведение чемпионата мира по футболу 2030 года.